# Steinsoultz
Steinsoultz là một xã trong tỉnh Haut-Rhin, vùng Grand Est ở đông bắc Pháp. Xã này có diện tích 4,06 km², dân số năm 1999 là 738 người. Khu vực này có độ cao 400 mét trên mực nước biển.